# Dragotin Kette

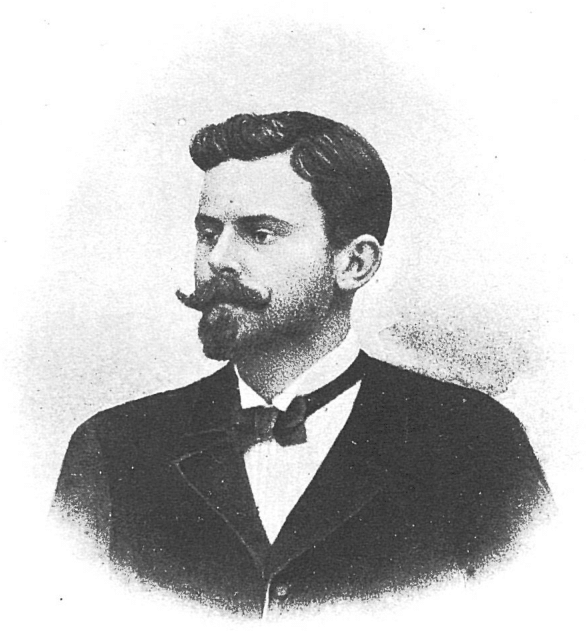

Dragotin Kette (Prem pri Ilirski Bistrici, 19 januari 1876 – Ljubljana, 26 april 1899) was een Sloveens dichter.

## Biografie
Beide ouders stierven vroeg. Zijn moeder stierf reeds in 1880 en zijn vader, een schoolmeester, in 1891. Daarna groeide Dragotin Kette op bij een neef van zijn moeder.
Op achtjarige leeftijd schreef hij reeds zijn eerste gedicht. Van Dragotin werd verlangd dat hij  priester werd, maar in 1895 werd hij van school gestuurd omdat hij een satirisch gedicht over bisschop Jakob Missia had geschreven.
Kette studeerde later zowel in Ljubljana als in Novo mesto, waar hij in 1898 afstudeerde. Reeds op het gymnasium raakte Kette bevriend met Ivan Cankar. Kette las veel, waarbij hij zijn kennis aanvulde met het lezen van Griekse, Romeinse, Duitse en Russische schrijvers.  Ook leerde hij Italiaans, Frans en Engels.
In 1896 begon hij onder pseudoniemen zijn poëzie, proza en ook kinder- en jeugdliteratuur te publiceren in de tijdschriften Ljubljanski zvon, Slovenec, Nova nada, Angelček en Vrtec.
Aan Angela Smola, zijn grote liefde uit Novo Mesto, wijdde hij zijn mooiste liefdesgedichten.
Bij het leger in Triëste kreeg Kette tuberculose. Hij stierf in 1899 te Ljubljana op amper drieëntwintigjarige leeftijd, net als Josip Murn in de Cukrarna, een oude verlaten suikerfabriek. Over zijn dood schreef Ivan Cankar: “Vandaag is het grootste talent sinds Prešeren gestorven.”
In tegenstelling tot zijn vriend Josip Murn kreeg Kette al tijdens zijn leven bekendheid als een groot talent. Zijn vroege dood betekende dan ook voor de toenmalige Sloveense literaire kringen een groot verlies.

## Werk
Dragotin Kette was de oudste vertegenwoordiger van het Sloveens modernisme. Hij raakte bevriend met Ivan Cankar en in de jaren 1893-1896 was hij zowel literair als politiek lid van de vereniging Zadruga, een illegale studentenvereniging in Ljubljana. De gedichten van Kette zijn vooral liefdesgedichten of overdenkingen van de dichter. Zijn meest bekende werken zijn Jagned (De Populier), Na trgu (Op het plein) en Pijanec (De dronkaard).
De gedichtenbundel met de titel Poezije is uitgegeven na zijn dood, in het jaar 1900. Enkele sleutelpassages in de teksten van Kette werden daarbij aangepast om felle kritiek van andere moderne dichters te vermijden.
Daarnaast schreef hij ook kinderpoëzie en –proza alsook kort impressionistisch proza.

### Jeugdwerk
Dragotin Kette is na Fran Levstik en Josip Stritar de belangrijkste vertegenwoordiger van de Sloveense kinder- en jeugdliteratuur. Zijn jeugdwerk werd in vele talen, hoofdzakelijk Slavische, vertaald.  Zijn jeugdwerk bestaat hoofdzakelijk uit fabels in proza of verzen. Hierin bespot hij enerzijds de menselijke tekortkomingen( hypocrisie) en looft anderzijds de menselijke goedheid. Dit werk verscheen in het  jeugdblad Angelček, uitgegeven door Anton Kržič. Zijn werk verscheen onder de schuilnaam Siluška, aangezien studenten geen eigen werk mochten uitgeven in die tijd.
In zijn gedichten toont Kette zijn tederheid en verbeelding en zijn sterke verbondenheid met de natuur, de dierenwereld en de jeugd.

## Zadruga
Zadruga was een vereniging van hoofdzakelijk scholieren en studenten, die onder de leuze ‘God en het volk’  creatief literair werk verrichtten. Ze hielden zich ook bezig met de toenmalige volkerenproblematiek binnen de meervolkenstaat en de sociale problematiek. De meest vooraanstaande leden van deze vereniging waren Ivan Štefe, Ivan Cankar, Rudolf Maister, Josip Murn, Oton Župančič.
Kette werd opgenomen in de vereniging in de herfst van het jaar 1893. Op het einde van datzelfde jaar werd hij secretaris van de vereniging. In die tijd leed hij onder grote armoede en overleefde slechts dankzij enkele taakjes. Hij zette zich echter met volle overtuiging in voor Zadruga. Daarnaast introduceerde en leidde hij het onderricht Russisch en zorgde ook voor orde en succesvol werk. Hij las vaak zijn gedichten voor en evalueerde dat van zijn kameraden, maar zette ze vooral aan tot tolerantie en literaire uitdagingen.

### Fabels en sprookjes
- Pravljica o šivilji in škarjicah
- Pravljica o ubogi Terezinki
- Jurček Zidar
- Kužek in Sultan

- Bibliothèque nationale de France: cb10961885m (data)
- Gemeinsame Normdatei: 123462444
- International Standard Name Identifier: 0000 0000 5886 569X
- Library of Congress Control Number: n84065278
- Nationale Bibliotheek van Tsjechië: js20020812157
- Nationale en Universitaire bibliotheek Zagreb: 000004028
- Nederlandse Thesaurus van Auteursnamen: 186615221
- Istituto Centrale per il Catalogo Unico: SBLV119807
- Système universitaire de documentation: 19550593X
- Virtual International Authority File: 15679370
- WorldCat: E39PBJv8JWKvjXhjQ6bhVqwcT3